# Kuczki (obwód penzeński)
Kuczki (ros. Кучки) – wieś (ros. село, trb. sieło) w Rosji, w obwodzie penzeńskim, w rejonie penzeńskim. Centrum administracyjne sielsowietu kuczkińskiego.

## Geografia
Miejscowość jest położona na południowy zachód od miasta Penza, w centralnej części obwodu penzeńskiego.
Przez wieś przepływa rzeka Chopior.

## Demografia
W 2010 roku wieś zamieszkiwało 588 osób.

## Urodzeni w Kuczkach
- Wiaczesław Gładkow – rosyjski polityk; gubernator obwodu biełgorodzkiego[4].